# Sand (canção de Saba)
"Sand" é uma canção da cantora dinamarquesa Saba que representou a Dinamarca no Festival Eurovisão da Canção 2024, após vencer a final nacional Dansk Melodi Grand Prix 2024.

A canção atuou na 2.ª semifinal, mas não foi apurada para a final.